# Kommission für geschichtliche Landeskunde in Baden-Württemberg
Die Kommission für geschichtliche Landeskunde in Baden-Württemberg (KgL) ist eine außeruniversitäre Vereinigung verschiedener Wissenschaftler, die vom Land Baden-Württemberg finanziert und kontrolliert wird. Ihre Hauptaufgabe ist die Erforschung landeskundlicher und landesgeschichtlicher Fragestellungen.

## Allgemeines
Die Kommission ediert historische Quellen, veröffentlicht Darstellungen und Nachschlagewerke und organisiert wissenschaftliche Veranstaltungen. Zu den Publikationen gehören für die Landesgeschichte bedeutende Reihen und Zeitschriften (siehe unten), beispielsweise die beiden landesgeschichtlichen Zeitschriften (Zeitschrift für die Geschichte des Oberrheins, Zeitschrift für Württembergische Landesgeschichte), vier biographische Reihen, die Landesbibliographie und der Historische Atlas von Baden-Württemberg.

## Organisation
Die Kommission ist eine nicht rechtsfähige Körperschaft des öffentlichen Rechts mit eigener Satzung. Sie ist beim baden-württembergischen Ministerium für Wissenschaft, Forschung und Kunst angesiedelt und verfügt über eine eigene Geschäftsstelle in Stuttgart. Die KgL wird von einem Vorsitzenden geleitet, der von der Mitgliederversammlung auf fünf Jahre gewählt wird. Weitere Organe sind der Engere Vorstand (vier Mitglieder), der Gesamtvorstand (weitere acht Mitglieder) und die Mitgliederversammlung. Letztere kommt jährlich zusammen und beschließt dabei einen Arbeitsplan. Die Kommission setzt sich aus maximal sechzig ordentlichen Mitgliedern und einer unbegrenzten Anzahl korrespondierender Mitglieder zusammen. Die ordentlichen Mitglieder werden auf Vorschlag des Vorstands, die korrespondierenden Mitglieder auf Vorschlag der Mitgliederversammlung vom Wissenschaftsminister bzw. von der Wissenschaftsministerin berufen.

## Geschichte
Die Kommission für geschichtliche Landeskunde in Baden-Württemberg wurde 1954 gegründet. Sie ist Rechtsnachfolgerin dreier Vorgängerkommissionen, nämlich der Badischen Historischen Kommission (1883–1941), der Oberrheinischen Historischen Kommission (1941–1945) und der Württembergischen Kommission für Landesgeschichte (1891–1954).

## Vorsitzende
- 1954–1969: Max Miller
- 1969–1974: Walter Grube
- 1974–1979: Günther Haselier
- 1979–1985: Eberhard Gönner
- 1985–1995: Meinrad Schaab
- 1995–2005: Gerhard Taddey
- 2005–2015: Anton Schindling
- seit 2015: Sabine Holtz

## Reihen und Zeitschriften (Herausgeberschaft)
- Arbeiten zum Historischen Atlas von Südwestdeutschland
- Arbeiten zur Landeskunde Hohenzollerns
- Badische Biographien, Neue Folge
- Baden-Württembergische Biographien
- Handbuch der baden-württembergischen Geschichte
- Historischer Atlas von Baden-Württemberg
- Kabinettsprotokolle von Baden und Württemberg 1918–1933
- Kabinettsprotokolle von Baden, Württemberg-Baden und Württemberg-Hohenzollern 1945–1952
- Landesbibliographie von Baden-Württemberg
- Lebensbilder aus Baden-Württemberg
- Mitteilungen der Badischen Historischen Kommission 1883–1941
- Mitteilungen der Oberrheinischen Historischen Kommission 1942–1943
- Veröffentlichungen der KgL, Reihe A: Quellen
- Veröffentlichungen der KgL, Reihe B: Forschungen
- Veröffentlichungen der KgL, Sonderveröffentlichungen
- Veröffentlichungen zur Verfassungsgeschichte von Baden-Württemberg seit 1945
- Württembergische Biographien
- Zeitschrift für die Geschichte des Oberrheins (ZGO)
- Zeitschrift für Württembergische Landesgeschichte (ZWLG)